# Fontenay (Sekwana Nadmorska)
Fontenay – miejscowość i gmina we Francji, w regionie Normandia, w departamencie Sekwana Nadmorska.
Według danych na rok 1990 gminę zamieszkiwały 1123 osoby, a gęstość zaludnienia wynosiła 200 osób/km² (wśród 1421 gmin Górnej Normandii Fontenay plasuje się na 200. miejscu pod względem liczby ludności, natomiast pod względem powierzchni na miejscu 640.).